# スカウトエスペラント連盟
スカウトエスペラント連盟（スカウトエスペラントれんめい エスペラント: Skolta Esperanto-Ligo, SEL）は、エスペランティストのスカウト運動の国際組織。
スカウトのモットーはエスペラントで「そなえよつねに」の意味であるEstu Pretaである。
連盟のスカウト章には緑の星があしらわれている。

## 設立の目的
- スカウト運動の理想を、エスペラントで広める。
- 各国のスカウト達にエスペラントを広める
- スカウトによるエスペラントでの著作活動を支援する。
- スカウト運動とエスペラント運動に共通する友愛を、様々な国の青年の間で強める。

## 活動内容
- スカウト向けのエスペラントのスカウト書籍等の出版
- スカウト用品の供給
  - 微章
  - 絵葉書
  - ホイッスル
- 国際キャンプの開催
- 国際行事内での奉仕活動

## B-Pとエスペラント
ロバート・ベーデン＝パウエル卿（以下 B-P と表記）の著書スカウティングフォアボーイズの1908年の初版の「Signaling」（信号術＆通信術の手段）の章に、エスペラントが登場した。なお、前年の1907年にB-Pの母国イギリスのケンブリッジで第3回世界エスペラント大会が開催されている。
| 原文 (英語) | 日本語訳 |
| --- | --- |
| Also if you want to use a secret language in your patrol, you should all set to work to learn ”esperanto“. It is not difficult, and is taught in a little book costing one penny. This language is being used in all countries so that you would be able to get on it abroad now. | …スカウトたちが班の中での秘密の言葉を使ってみたいなら、揃って「エスペラント」を勉強してみるとよい。 難しくない上、1ペニーの小冊子で勉強できる。 この言葉は全ての国々で使われているので、今やこの言葉で外国に行くこともできる。 |
| PRACTICES IN SIGNALLING ... Teach Semaphore and Morse Codes; also Esperanto if feasible. Encourage competitive ingenuity in concealing despatches on the person. | 信号術＆通信術の実践 ... 手旗やモールスコードを教えてあげなさい。できるかぎり、エスペラントも教えてあげなさい。知られないうちに急報する技の競い合いを奨励してあげなさい。                                                      |

## 沿革
- 1908年 スカウティングフォアボーイズの初版に、エスペラントが登場。
- 1918年 スカウトエスペラント連盟創設。スカウト運動の国際団体としては、世界スカウト機構（創設1922年）に4年先行している。
- 1922年 国際キャンプ開始。第1回はオランダ。
- 1965年 東京で開催された第65回世界エスペラント大会において、スカウトの国際分科会を開催。[1]
- 1971年 日本で初の第13回世界ジャンボリーにスカウトエスペラント連盟日本支部[2]が本部テント付で奉仕協力。[3]
- 2004年 Jamboree On The Internetのチャットサイトにエスペラント専用チャネルを開設。
- 2005年 第12回アメリカスカウトジャンボリーにブース出展。
- 2006年 世界エスペラント協会のザメンホフ基金がスカウト運動に「寛容のメダル」に表彰。100名以上のスカウトがエスペラント入門講座に参加した世界ローバー会議の場で、世界エスペラント協会の理事長レナート・コルセッティが、世界スカウト機構の副事務局長en:Eduardo Missoniに メダルを贈呈した。
- 2007年
  - 100周年記念の第21回世界スカウトジャンボリーに情報ブースを開設。
  - 横浜で開催された第92回世界エスペラント大会でスカウトの国際分科会を開催。[4]

- 2011年 5月24日～30日、欧州議会とポーランドスカウト連盟の支援を受け、ポーランドのワルシャワで世界青年エスペラント機構（eo:Tutmonda Esperantista Junulara Organizo）と合同のセミナーを開催。
- 2011年 スウェーデンスコーネ県クリシャンスタードで開催された第22回世界スカウトジャンボリーのGDV（地球開発村）モジュールにエスペラントブースを開設。
- 2012年 11月、エスペラントを共通語にする西ヨーロッパの国際スカウトキャンプ「緑のスカウト」（ eo:Verdaj Skoltoj)の第1回をベルギーのワロン地域、fr:Rosée (Florennes)で開催。
- 2015年 山口県で開催された第23回世界スカウトジャンボリーのオンサイトプログラム(カルチャーモジュール)で日本エスペラント協会がエスペラントブースを開設。[5] これにスカウトエスペラント連盟日本支部が国際チームを準備して参画した。 [6] ブースには、1,600名余りのスカウトが来訪した。[7][8]
- 2016年 スカウトエスペラント連盟日本支部が一般社団法人関西エスペラント連盟からKLEG賞を受賞。授賞理由は第23回世界スカウトジャンボリーでの貢献。

## 国際キャンプの開催地
- 1922年 オランダ
- 1923年 ベルギー
- 1924年 デンマーク
- 1925年 スペイン、
- 1926年 チェコスロバキア
- 1927年 スペイン
- 1928年 ベルギー
- 1929年 イギリス、バーケンヘッド 第3回世界スカウトジャンボリーに合流。
- 1930年 オランダ - 後にイギリス首相になるハロルド・ウィルソンがスカウトエスペラント連盟のメンバーとして参加。
- 1931年 ハンガリー - ハンガリー・スカウト連盟から公式招待を受け開催。このころエスペラントとスカウト運動の協力が進み、エスペラントの通訳章が作られている。
- 1933年 ハンガリー、ゲデレー 第4回世界スカウトジャンボリーに合流。自国から派遣のスカウトのエスペラント話者率が10％以上となった国もあった。「エスペラントを（英語、フランス語とともに）第3の公用語にする」と決議された。この決議は、1964年世界スカウト委員会によって「エスペラントの言語としての有用性を認める」と確認されたうえで、取り下げられることになった。その後1968年のイギリスのジャンボリーでは、エスペラントは改めて公式に受け入れられた。

## 書籍出版
- 『Ĵamborea Lingvo』(ジャンボリーのコトバ)。 eo:Ko Hammer、J. Le Couteur等。1969年
- 『Skolta kaj Tenduma Terminaro』(スカウトとキャンプの用語)。 Ko Hammer。1974年
- 『Pli Vastaj Horizontoj』。Ko Hammer。1975年
  - エスペラントから8か国語へ翻訳された。日本語版は、ウーシンク永田明子訳『ひろい視野をつちかい 国際的なスカウトへ』